# 岡本三成
岡本三成（日语：／ Okamoto Mitsunari */?，1965年5月5日—）是一名日本政治家，目前是公明黨所屬眾議院議員。

## 經歷
出身於佐賀縣鳥栖市，1989年（平成元年）畢業於創價大学，学生時代曾經到蘇格蘭格拉斯哥大学留學。
大学畢業後，進入花旗銀行工作。曾經在世界9万人的銀行成員中脫穎而出成為獲得「社長獎」的其中兩人。1998年（平成10年）取得美國伊利諾伊州埃文斯頓西北大學凱洛管理學院MBA後，進入高盛任職。2005年（平成17年），以40歳之齡成為同社執行役員。
2012年（平成24年）12月，在公明党公認的第46屆日本眾議院議員總選舉北關東比例代表區，首次當選，2014年（平成26年）12月再次當選。
2017年（平成29年）8月，就任第3次安倍第3次改造内閣的外務大臣政務官。同年10月第3次當選。
2021年（令和3年）10月第4次當選。同年11月，就任第二屆岸田內閣的財務副大臣。
2024年（令和6年）10月第5次當選。

## 政策
- 正面評價安倍經濟學
- 認為首相不應參拜靖国神社
- 認同應耀繼承村山談話、河野談話精神。
- 贊成仇恨言論的立法[3]。
- 認同可供選擇的夫婦別性[4]。

## 目前擔任的職位

### 公明黨
- 政務調查會長
- 国会對策副委員長
- 宣傳局長
- 外交安全保障調査会事務局次長
- 外交部会長代理
- 宣傳局長

### 内閣
- 財務副大臣
- 外務大臣政務官

### 衆議院
- 外務委員会理事
- 国土交通委員会委員
- 原子力問題調査特別委員会委員

## 外部連結
- 衆議院議員 岡本三成 公式ホームページ （页面存档备份，存于）
- 岡本三成的Facebook專頁
- 岡本三成的X（前Twitter）
- 衆議院議員 岡本三成 オフィシャルブログ